# جهاز التصليب الضوئي السنين

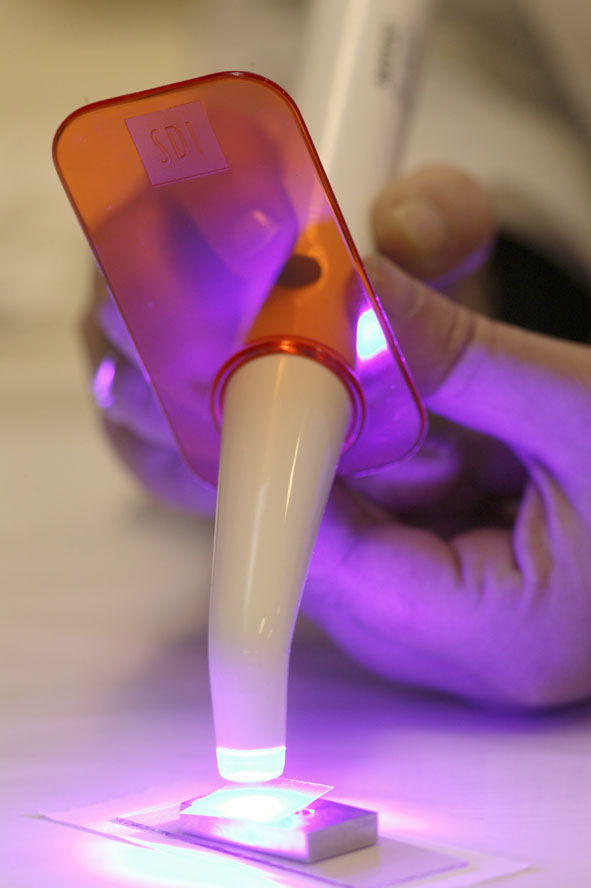

جهاز التصليب الضوئي السني هو قطعة من المعدات السنية المستخدمة في بلمرة مواد الكومبوزت الراتنجية. يمكن استخدامه على العديد من المواد السنية التي تُعالج بالضوء. يقع الضوء المستخدم تحت طيف الضوء الأزرق المرئي. يتوفر هذا الضوء ضمن مجموعة مختلفة من الأطوال الموجية ويختلف حسب كل نوع من الأجهزة. توجد أربعة أنواع أساسية من مصادر الضوء: الهالوجين تنغستين، والثنائيات الباعثة للضوء «إل إي دي»، وأقواس البلازما والليزرات. تعد «إل إي دي» والهالوجين الأنواع الأكثر شيوعًا بينها.

## التشغيل
يعمل جهاز التصليب الضوئي الهالوجيني وجهاز التصليب «إل إي دي» بشكل مشابه. يتطلب كلا النوعين الضغط على زر أو زناد من أجل تفعيل الضوء الأزرق. بالنسبة لأجهزة التصليب الهالوجينية، يوجد زناد للضغط عليه. تتطلب النماذج الأقدم من المشغل أن يبقى ضاغطًا على الزناد حتى ينبعث الضوء على عكس النماذج الحديثة التي تحتاج الضغط على الزناد لمرة واحدة. بالنسبة لأجهزة التصليب «إل إي دي»، يوضع زر على الجهاز. يبقى الضوء منبعثًا، في كل من النماذج الأحدث من أجهزة التصليب الهالوجينية وأجهزة التصليب «إل إي دي»، حتى انتهاء المؤقت بعد الضغط على الزناد أو الزر. يُوجه الضوء بعد تشغيله مباشرةً نحو السن الذي يحتوي على المادة حتى تُصلب.

## أهميته في المعالجة السنية
أحدث تطوير جهاز التصليب الضوئي تغييرًا هائلًا في طب الأسنان. قبل تطويره، تحتم استخدام العديد من المواد من أجل تثبيت مادة الكومبوزيت الراتنجي على السن. كانت المواد المستخدمة عبارةً عن مواد راتنجية ذاتية التصليب. خُلطت هذه المواد، مادة أ مع مادة ب، بشكل منفصل قبل تطبيقها. مثلت المادة أ الأساس بينما كانت المادة ب المحفز. مُزجت هذه المادة الراتنجية أولًا من ثم وُضعت في السن. استغرق تصلبها/معالجتها الذاتية الكاملة ما يقارب 30-60 ثانية. سبب هذا العديد من المشاكل لأطباء الأسنان. إحدى هذه المشاكل أن طبيب الأسنان لم تكن لديه سيطرة على سرعة معالجة المادة؛ تبدأ عملية المعالجة بمجرد بدء المزج. وقد أدى ذلك إلى قيام طبيب الأسنان بوضع المواد على السن بسرعة وبشكل ملائم. إذا لم توضع المادة بشكل صحيح، وجب حفرها عندئذ وبدء العملية من جديد.
مهّد تطوير هذه التكنولوجيا الجديدة الطريق لظهور مواد راتنجية معالجة ضوئيًا. تختلف هذه المواد الحديثة تمامًا عن المواد السابقة. لا تحتاج هذه المواد إلى أي مزج ويمكن توزيعها مباشرةً في موقعها على السن. لا يمكن تصليب/معالجة هذه المواد الراتنجية اللدنة الجديدة بشكل كامل إلا عن طريق جهاز التصليب الضوئي. يقدم هذا مزايا جديدة لأطباء الأسنان: لا حاجة إلى التقيد بالوقت بعد الآن وباستطاعة طبيب الأسنان الآن التأكد من ملائمة المادة وتصليبها بالشكل المثالي.